# Chlorolestes apricans
Chlorolestes apricans је инсект из реда Odonata и фамилије Synlestidae.

## Угроженост
Ова врста се сматра угроженом.

## Распрострањење
Ареал врсте је ограничен на једну државу. 
Јужноафричка Република је једино познато природно станиште врсте.

## Станиште
Станиште врсте су слатководна подручја.